# Александров, Дмитрий Дмитриевич
Дми́трий Дми́триевич Алекса́ндров (23 февраля 1923, дер. Боково, Псковская губерния — 13 апреля 1989, Ленинград) — разведчик-наблюдатель 93-го гвардейского миномётного полка красноармеец — на момент представления к награждению орденом Славы 1-й степени.

## Биография
Родился 23 февраля 1923 года в деревне Боково. В 13 лет остался сиротой, воспитывался дедом. Окончил 7 классов. Работал счетоводом в колхозе.
С началом Великой Отечественной войны был вынужден остаться на оккупированной территории. В феврале 1942 года стал партизаном в отряде, действовавшем на территории Калининской области. Немцы назначили за его голову 10 тысяч марок. За доблесть и мужество, проявленное в партизанской борьбе 7 июня 1943 года награждён медалью «Партизану Отечественной войны» 1-й степени.
В Красной Армии с 25.2.1943. Боевой путь на фронте начал сапёром 342-го отдельного сапёрного батальона 306-й Рибшевской стрелковой дивизии.
8 ноября 1943 года при прорыве обороны противника восточнее города Витебск красноармеец Александров под огнём проделал 2 прохода в проволочных заграждениях, обеспечив тем самым наступающему стрелковому подразделению возможность быстро ворваться в траншеи врага и овладеть ими. 13 ноября, сопровождая пехоту, снял под огнём 78 мин. Приказом командира 306-й Рибшевской стрелковой дивизии от 1 декабря 1943 года красноармеец Александров Дмитрий Дмитриевич награждён орденом Славы 3-й степени. С 1943 года — член ВКП(б).
Вскоре сапёр Александров был переведён в разведку, стал бойцом 210-й разведывательной роты той же дивизии. 9 апреля 1944 года красноармеец Александров северо-западнее города Витебск во главе разведывательной группы ворвался в траншею противника, вместе с бойцами подорвал 3 блиндажа, в которых нашли свою гибель до взвода солдат, и 1 гитлеровца взял в плен. Приказом по войскам 43-й армии от 18 апреля 1944 года красноармеец Александров Дмитрий Дмитриевич награждён орденом Славы 2-й степени.
На завершающем этапе войны, во время Берлинской операции, красноармеец Александров разведчиком-наблюдателем 93-го гвардейского миномётного Режицкого Краснознаменного полка. В апреле 1945 года в боях за город Берлин красноармеец Александров проявил исключительное самообладание и храбрость. 26 апреля вблизи расположения наблюдательного пункта полка группа противника просочилась в один из домов и стала обстреливать расположения советских частей. Александров, взяв двух разведчиков, через крышу пробрался в дом и уничтожил всю группу фашистов, состоящую из 7 человек. 27 апреля передал на батарею точные координаты узла сопротивления противника, который был ликвидирован батарейным залпом.
За бои в Берлине разведчик Александров был представлен к награждению орденом Отечественной войны 2-й степени. Решением командующего артиллерией фронта генерал-полковника артиллерии Казакова статус награды был изменён на орден Славы 1-й степени. Указом Президиума Верховного Совета СССР от 31 мая 1945 года за образцовое выполнение заданий командования в боях с захватчиками красноармеец Александров Дмитрий Дмитриевич награждён орденом Славы 1-й степени. Стал полным кавалером ордена Славы.
За время войны два раза болел тифом, к концу войны у него стали сдавать ноги. В 1945 году отказался от участия в Параде Победы, так как не мог долго ходить, и боялся, что не выдержит марша. В 1945 году был демобилизован.
Домой возвращаться было некуда, деревню сожгли противники. Работал водителем-дальнобойщиком.
Только через 28 лет после войны, в сентябре 1973 года, ветерану был вручена последняя фронтовая награда — орден Славы 1-й степени.
Жил в городе Риге, позднее переехал к другу-однополчанину в Ленинград. Скончался 13 апреля 1989 года. Похоронен на Волковском православном кладбище в Санкт-Петербурге.

## Награды
- медаль «Партизану Отечественной войны» 1 степени (7.6.1943)
- ордена Славы 3-х степеней (1.12.1943, 18.4.1944, 31.05.1945)
- два ордена Отечественной войны 1-й степени (?; 6.4.1985[1]).